# Ordine di Nichan el Anouar
L'Ordine di Nichan el Anouar fu un ordine cavalleresco concesso inizialmente dal Sultanato di Tagiura come ordine nazionale e successivamente dalla Repubblica francese come ordine coloniale.

## Storia
Il 21 settembre 1884, il sultanato di Tagiura venne dichiarato protettorato francese. Nell'ottobre del 1887, il sultano Hamed bin Mohammed decise la fondazione dell'ordine di Nishan-el-Anuar. Il nuovo ordine venne approvato dal governatore di Obok, Leonce Lagarde (al quale il sultanato era sottoposto). Il 17 luglio 1888, l'ordine venne approvato anche dal governo francese che ne trasferì la giurisdizione al governatore di Obok.
Secondo il decreto datato 10 maggio 1896, l'ordine di Nishan-el-Anouar venne riconosciuto come onorificenza coloniale francese. L'amministrazione dell'ordine passò quindi all'ufficio della Legion d'onore che ne gestì anche le concessioni.
Con decreto del 1º settembre 1950, l'ordine ricevette lo status di onorificenza oltremare.
L'ordine di Nichan-El-Anouar venne abolito con decreto del 3 dicembre 1963, che portò l'ordine al Merito Nazionale a rimpiazzare tutti gli altri ordini precedenti.

## Termini di concessione
Dal 1896 al 1933, l'ordine di Nichan-El-Anouar poté essere concesso unicamente a coloro che avevano servito per almeno 3 anni nei territori della Somalia francese o in Africa Centrale o nell'impero coloniale francese. Poteva essere concesso a cittadini non francesi per particolari meriti di servizio in campo coloniale.
Dal 1934, l'ordine venne concesso a persone di almeno 29 anni di età e con almeno 9 anni di servizio militare o civile nei territori coloniali francesi.
La data di concessione di tali onorificenze era fissata alla festa nazionale francese, il 14 luglio.

## Classi
L'ordine disponeva di cinque classi di benemerenza:
- Cavaliere di gran croce
- Grand'ufficiale
- Commendatore
- Ufficiale
- Cavaliere

| Nastri    |           |              |                 |                         |
| Cavaliere | Ufficiale | Commendatore | Grand'ufficiale | Cavaliere di gran croce |

## Insegne
- La medaglia era composta da una croce a 10 raggi alternata ad altrettante stelle a cinque punte. Al centro riportava un medaglione smaltato di blu con una stella a cinque punte in oro e contornato da una fascia smaltata di rosso con iscrizioni arabe in oro. La medaglia era sormontata da una corona da sultano in oro come tenente.
- La stella riprendeva le medesime decorazioni della medaglia, che si trovava qui senza il tenente della corona da sultano.
- Il nastro era azzurro con una striscia bianca al centro. Dal 1887 al 1899 il nastro era rosso con una striscia azzurra e bianca per parte e una nera centrale.

## Insigniti notabili
- Si Bouaziz ben M'hamed ben Gana
- Djelloul Ben Lakhdar